# 四郷村 (兵庫県)
四郷村（しごうむら）は、兵庫県飾磨郡にあった村。現在の姫路市四郷町各町にあたる。

## 地理
- 山岳：南山、小富士山、仁寿山
- 河川：市川、八家川

## 歴史
- 1889年（明治22年）4月1日 - 町村制の施行により、飾東郡坂元村・山脇村・本郷村・見野村・東阿保村・上鈴村・中鈴村・明田村の区域をもって発足。
- 1896年（明治29年）4月1日 - 所属郡が飾磨郡に変更。
- 1957年（昭和32年）10月1日 - 姫路市に編入。同日四郷村廃止。

## 交通

### 鉄道路線
村域を日本国有鉄道の山陽本線が通過したが、当時は未開業。